# 앨리 라터
앨리슨 엘리자베스 "앨리" 라터(영어: Alison Elizabeth "Ali" Larter, 1976년 2월 28일 ~ )는 미국의 배우, 모델이다.

## 출연 작품

### 영화
- 데스티네이션
- 헌티드 힐
- 레지던트 이블: 파멸의 날

### 드라마
- 히어로즈